# دوآبی
دوآبی (به لاتین: Do Abi) یک منطقهٔ مسکونی در افغانستان است که در ولایت بامیان واقع شده‌است.